# Вај (Монтана)
Вај (енгл. Wye) насељено је место без административног статуса у америчкој савезној држави Монтана.

## Демографија
По попису из 2010. године број становника је 511, што је 130 (34,1%) становника више него 2000. године.
| Група             | 2000.       | 2010.       |
| Белци             | 348 (91,3%) | 482 (94,3%) |
| Афроамериканци    | 0 (0,0%)    | 2 (0,4%)    |
| Азијати           | 0 (0,0%)    | 2 (0,4%)    |
| Хиспаноамериканци | 6 (1,6%)    | 1 (0,2%)    |
| Укупно            | 381         | 511         |